# Sergio Gallardo
Pour les articles homonymes, voir Gallardo.
Sergio Gallardo, né le 22 mars 1979 à Ponferrada, est un athlète espagnol spécialiste du demi-fond. 

## Biographie

### Palmarès
| Date | Compétition                         | Lieu           | Résultat | Épreuve | Performance   |
| ---- | ----------------------------------- | -------------- | -------- | ------- | ------------- |
| 2000 | Championnats ibéro-américains       | Rio de Janeiro | 3e       | 800 m   | 1 min 48 s 85 |
| 2001 | Championnats d'Europe espoirs       | Amsterdam      | 3e       | 1 500 m | 3 min 39 s 50 |
| 2001 | Universiade d'été                   | Pékin          | 5e       | 1 500 m | 3 min 44 s 91 |
| 2002 | Championnats ibéro-américains       | Guatemala      | 5e       | 800 m   | 1 min 47 s 73 |
| 2004 | Championnats du monde en salle      | Budapest       | 5e       | 3 000 m | 7 min 58 s 96 |
| 2004 | Championnats ibéro-américains       | Huelva         | 1er      | 1 500 m | 3 min 37 s 34 |
| 2005 | Jeux méditerranéens                 | Almería        | 4e       | 1 500 m | 3 min 45 s 95 |
| 2006 | Coupe d'Europe des nations en salle | Liévin         | 1er      | 1 500 m | 3 min 49 s 77 |
| 2006 | Championnats du monde en salle      | Moscou         | 5e       | 1 500 m | 3 min 43 s 77 |
| 2006 | Coupe d'Europe des nations          | Malaga         | 1er      | 3 000 m | 8 min 27 s 78 |
| 2006 | Championnats d'Europe               | Göteborg       | 5e       | 1 500 m | 3 min 41 s 24 |
| 2007 | Championnats d'Europe en salle      | Birmingham     | 2e       | 1 500 m | 3 min 44 s 51 |
| 2007 | Championnats du monde               | Osaka          | 12e      | 1 500 m | 3 min 37 s 03 |

### Records
| Épreuve      | Performance   | Lieu   | Date            |
| ------------ | ------------- | ------ | --------------- |
| 800 mètres   | 1 min 46 s 65 | Madrid | 7 juillet 2001  |
| 1 500 mètres | 3 min 33 s 43 | Rome   | 13 juillet 2007 |